# Friedrich zu Solms-Baruth (1886–1951)
Friedrich Hermann Heinrich Christian Hans Prinz zu Solms-Baruth (* 25. März 1886 in Schloss Klitschdorf, Provinz Schlesien; † 12. September 1951 in Windhoek, Südwestafrika) war ein deutscher Adliger während des Kaiserreiches. Er stand in der NS-Zeit schon frühzeitig in Kontakt mit dem Kreisauer Kreis und den dort agierenden monarchistisch-christlich orientierten Widerstandskämpfern sowie einigen Organisatoren des Attentats vom 20. Juli 1944. Solms-Baruth war mit seinem Eigentum, der Standesherrschaft Baruth im Regierungsbezirk Potsdam und mit Golßen sowie Kasel-Golzig im Regierungsbezirk Frankfurt a. d. Oder, der drittgrößte Grundbesitzer in der Mark Brandenburg. Hinzu kam die Herrschaft Klitschdorf in Niederschlesien zum Besitz.

## Familie
Friedrich III. zu Solms-Baruth war das vierte von fünf Kindern des Fürsten Friedrich II. zu Solms-Baruth (1853–1920) und der Ida Louise, geb. Gräfin von Hochberg, Freiin zu Fürstenstein aus dem Hause der Fürsten von Pleß (1863–1938). Fürstin Solms agierte in der Berliner Zeit der Familie als Palastdame am Hofe und rangierte somit nach der Oberhofmeisterin gleich an zweiter Stelle der Hierarchie.

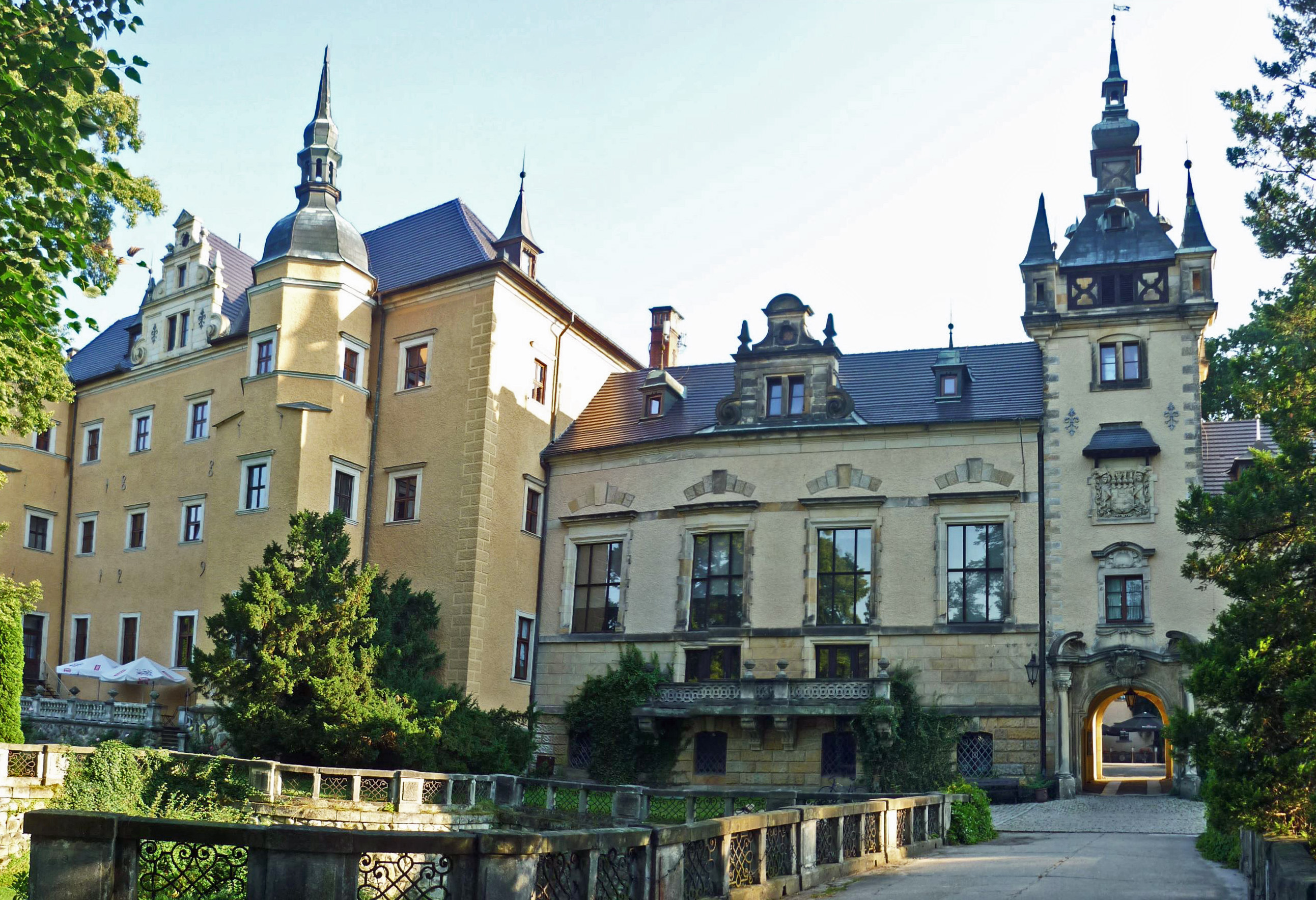
Schloss Klitschdorf, Niederschlesien

Am 16. April 1888 wurde sein Großvater von Kaiser Friedrich III. (99-Tage-Kaiser) für sich und seinen erstgeborenen Sohn in der sogenannten Primogenitur in den erblichen Fürstenstand erhoben. Sein sehr wohlhabender Vater war Kaiserlicher Kommissar für die freiwillige Krankenpflege im Felde und gehörte in dieser Stellung dem Großen Generalstab in beratender Stellung an. Ebenfalls war Friedrich II. Fürst zu Solms-Baruth Oberstkämmerer bei Kaiser Wilhelm II. und besaß in Berlin ein Palais. Stammsitz der Fürsten und Grafen zu Solms-Baruth war Schloss Baruth, Hauptwohnsitz aber das 1767 erworbene niederschlesische Schloss Klitschdorf.
Solms-Baruth selbst diente 1910 als aktiver Leutnant bei der Gardes du Corps und wohnte zu jener Zeit gleich direkt neben der Kaserne des Potsdamer Eliteregiments. Am 1. August 1914 heiratete er in der Potsdamer Friedenskirche Prinzessin Adelheid von Schleswig-Holstein-Sonderburg-Glücksburg (1889–1964). Er war durch deren Schwester Alexandra Viktoria verschwägert mit dem vierten Kaisersohn August Wilhelm Prinz von Preußen, durch die Schwester Victoria auch mit dem nicht minder umstrittenen Herzog Carl Eduard von Sachsen-Coburg und Gotha, dem letzten regierenden Coburg-Gothaer Herzog, der sich später den Nationalsozialisten anschloss und Präsident des Deutschen Roten Kreuzes wurde. Dessen Sohn und Erbe Friedrich Josias heiratete 1942 Friedrichs Nichte Viktoria Luise Gräfin zu Solms-Baruth.

## Leben
Friedrich III. Fürst zu Solms-Baruth gehörte zum internen Mitwisserkreis (Kreisauer Kreis) der Widerstandskämpfer vom 20. Juli 1944. Er stellte sein Forsthaus Wunder und Schloss Kasel bei Golßen für die Vorbereitungen des Attentats zur Verfügung. Begonnen hatte seine Gegnerschaft gegenüber der NSDAP jedoch schon wesentlich früher.
Sein Abitur machte Solms-Baruth nach 5½-jähriger Schulzeit Ostern 1905 auf dem Augustum-Gymnasium in Görlitz. Er war in christlich-humanistischem Sinne erzogen worden und kannte die Berichte seines Vaters, der Kaiserlicher Kommissar für die freiwillige Krankenpflege im Felde war, genau. Seine eigene Militärzeit endete wohl nach der Hochzeit als Offizier à la suite beim Regiment des Gardes du Corps mit dem Dienstgrad Rittmeister d. R. An jenem Tag verkündete Wilhelm II. seine Kriegserklärung und die Mobilmachung. Sein Vater zog nun mit seinem Adjutanten Dietloff von Hake-Kleinmachnow (Erbauer der Hakeburg) in den Krieg, denn er gehörte dem großen Generalstab an. Friedrich III. übernahm für seinen Vater von 1914 bis 1918 die Verwaltung der Besitzungen. Als Friedrich II. zu Solms-Baruth am 31. Dezember 1920 starb, übernahm Friedrich III. endgültig die Verwaltung und wurde Chef des Hauses Solms-Baruth und adelsrechtlich Fürst als Erbe des Erstgeburtstitels. Durch die Erzählungen und Berichte seines Vaters wurde Friedrich, der ohnehin zu liberalen Ansichten neigte, Pazifist und Kriegsgegner. Solms-Baruth war nicht Mitglied der Deutschen Adelsgenossenschaft, ist aber im Jahrbuch dieser Standesorganisation 1922 mit einem Porträt veröffentlicht. Seit 1929 war er Rechtsritter des Johanniterordens und der Balley Brandenburg direkt zugeordnet. Sein Hauptinteresse galt der Land- und Forstwirtschaft sowie dem schon von den Vorfahren eingerichteten Gestüt und der von ihm aufgebauten Pferdezucht im niederschlesischen Klitschdorf. Dort wurden ebenso das Eisenhütten- und Emaillewerk Lorenzdorf und die Glasschleiferei Andreashütte betrieben. Unterstützung fand der Fürst durch gut ausgebildete Verwalter mit einem Generalbevollmächtigten Konteradmiral Quaet-Faslem an der Spitze. Als einen belastenden Umstand empfand er seine immer wiederkehrende Wechselfiebererkrankung, die ihn bis zu seinem Tod 1951 in regelmäßigen Abständen heimsuchte.
So überließ Solms-Baruth 1933 die Verwaltung seiner Herrschaft Baruth mit Golßen und Kasel-Golzig in der Provinz Brandenburg seinem Bruder Graf Hans Georg Eduard (1893–1971). Nach neuesten Erkenntnissen kam 1938 noch das Schloss Krüden in der Altmark hinzu. Fürst Solms-Baruth lebte mit seiner Familie abwechselnd auf seinen Besitzungen in Baruth/Mark und Klitschdorf. Zu den größten Grundbesitzern in Schlesien gehörte neben Solms-Baruth auch die Familie Yorck von Wartenburg und die Familie von Moltke auf Kreisau. Man besuchte sich bis zum Schluss auch gegenseitig.
1933 trat ein Verwandter, Graf zu Solms-Wildenfels, in die NSDAP ein und noch im selben Jahr wieder aus. Die Zwickauer NS-Führung enterbte den Aufsässigen und dessen erstgeborenen Sohn und ließ ihn unter fadenscheinigen Gründen als Trinker und stellenweise nicht zurechnungsfähig in die Heil- und Pflegeanstalt Großschweidnitz einweisen.
Die Klitschdorfer Besitzungen Friedrich zu Solms-Baruths grenzten an den Truppenübungsplatz Neuhammer in der Wehrauer Heide. Genau auf dieser Grenze errichtete ein SS-Kommando das Stammlager 308 für sowjetische Kriegsgefangene. Die Gefangenen mussten als Waldarbeiter für die SS und die Wehrmacht arbeiten. Ohne Solms-Baruth in Klitschdorf darüber in Kenntnis zu setzen, drang die SS mit etwa 80 Gefangenen in seine Forstbesitzungen vor und errichtete dort ein Nebenlager. Diese Tatsache blieb den Forstarbeitern und damit auch Solms-Baruth selbst nicht verborgen. Es wurde berichtet, die SS würde schwache Gefangene ins Dickicht zerren und erschießen, andere würden verhungern oder verdursten. Eines Abends schlichen ein Waldarbeiter und der Fleischer Heinrich Hirche zu dem Lager und steckten den Gefangenen Brot, Fleisch und Kartoffeln zu. Die drei SS-Wachleute ließen sich von Hirche überreden und mit einer Extraportion Wildfleisch bestechen. Am nächsten Morgen erschienen SS-Leute auf dem Gut Klitschdorf und suchten den Waldarbeiter, der jedoch verschwunden war. Fleischer Hirche wurde ohne Vorwarnung wegen angeblicher Wehrkraftzersetzung standrechtlich vor seinem Haus erschossen. Solms-Baruth erfuhr innerhalb weniger Minuten von diesem Vorfall und begab sich zur NSDAP-Kreisleitung nach Bunzlau, wo er sich beim Kreisleiter Fritz Lehmann energisch beschwerte und ankündigte, sich auch in Berlin über den Mord und über das Gefangenenlager beschweren zu wollen. Das Töten oder Verhungernlassen von Kriegsgefangenen (auch sowjetischen) stelle einen klaren Bruch der Genfer Konvention dar. Das werde er in seinen Besitzungen auf keinen Fall dulden können.

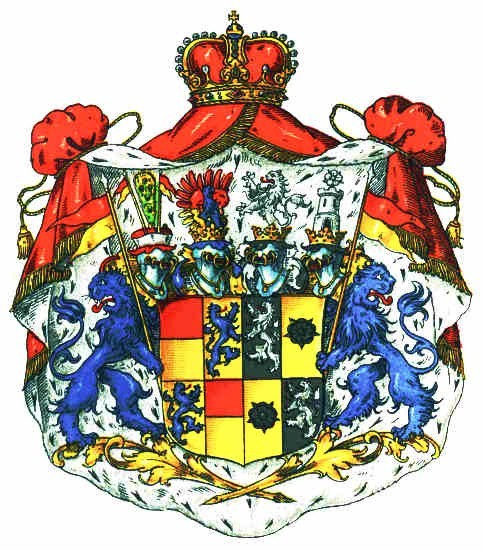
Fürstliches Wappen Solms-Baruth

Lehmann meldete den Auftritt von Solms-Baruth seinem Vorgesetzten Karl Hanke, dem NSDAP-Chef Niederschlesiens. Schon wenige Tage später tauchte Hanke vor Schloss Klitschdorf auf und versuchte Solms-Baruth von der Notwendigkeit des harten Vorgehens der SS zu überzeugen. Solms-Baruth forderte jedoch, das Gefangenenlager von seinem Besitz zu entfernen und dafür zu sorgen, dass die sowjetischen Kriegsgefangenen ausreichend Essen bekämen. Er entließ Hanke mit den Worten: „Auf meinen Besitzungen, verehrter Herr Hanke, bin immer noch ich Herr und Patron. Weder SS noch NSDAP können hierher kommen und einfach Leute erschießen. Außerdem werde ich mich diesbezüglich an den Präsidenten des Deutschen Roten Kreuzes, meinen Schwager, wenden und den Zwischenfall melden!“ Nicht lange danach wurde das illegale Nebenlager in Solms-Baruths Wald abgebrochen, und auch das Stammlager 308, in dem sich Mitte 1942 schon fast 30.000 sowjetische Kriegsgefangene befanden, wurde verlegt.
Zur selben Zeit wollte die Wehrmachtsführung das Waldgebiet von Solms-Baruth nahe Wünsdorf ersatzlos enteignen, was bisher nur durch die geschickte Politik der Forstverwaltung und einiger Anwälte verhindert werden konnte. Nach dem Zwischenfall in Klitschdorf aber gaben die NSDAP und auch Polizeichef Heinrich Himmler keine Ruhe mehr. Ab Ende 1943 spionierte der NSDAP-Kreisleiter Fritz Lehmann aus Bunzlau auf Solms-Baruths Besitzungen umher. Zu dieser Zeit hatte Solms-Baruth Kontakt zu Helmuth James Graf von Moltke auf Kreisau und wusste von der Absicht, Hitler die Macht zu entreißen. Trotzdem versuchte Kreisleiter Lehmann noch immer, Solms-Baruth von der NSDAP und der deutschen Volksgemeinschaft zu überzeugen.

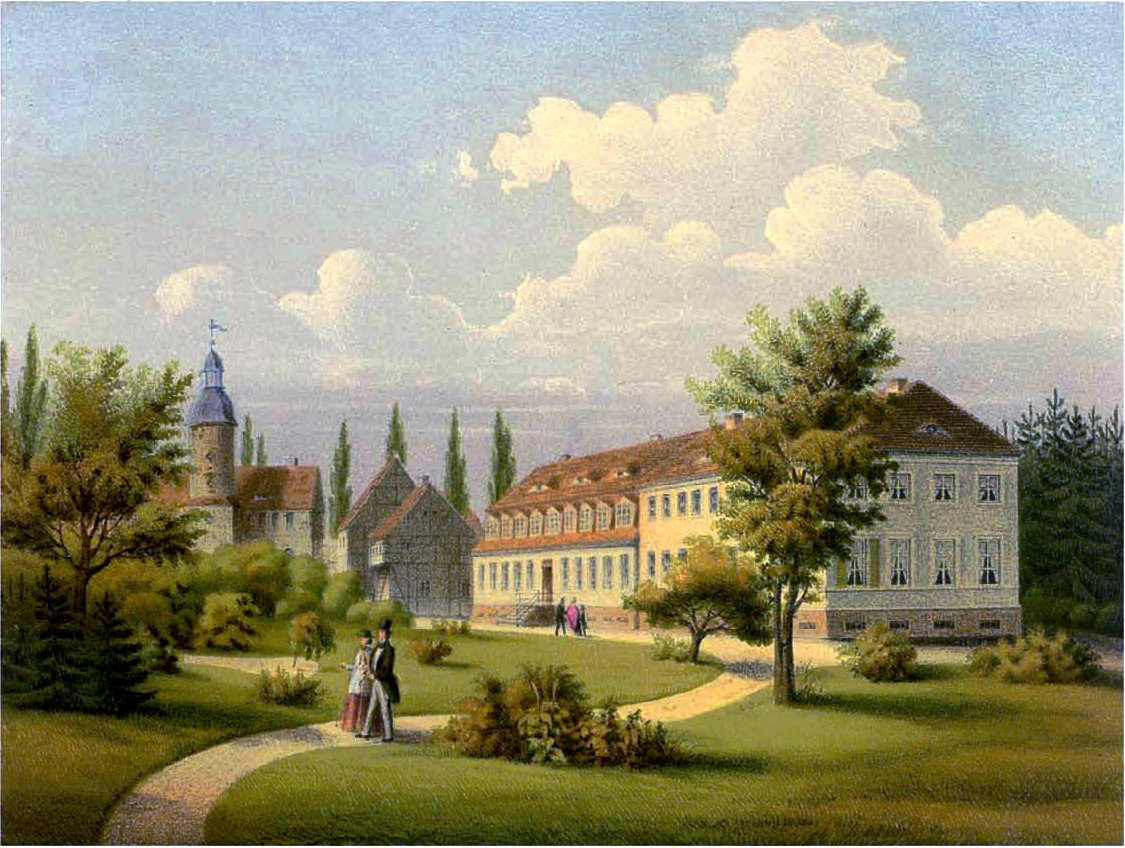
Schloss Baruth (Mitte des 19. Jahrhunderts). Alexander Duncker

Solms-Baruth fühlte sich zunehmend belästigt und warf Lehmann mehrfach von seinem Anwesen. Anfang 1944 wurde bekannt, dass er behauptet hatte, „Hitlers Krieg sei längst verloren“. Mehrfach wurde er zu Aussprachen auf die Gestapo-Stelle nach Bunzlau zitiert. Schließlich musste er seine Besitzungen in Klitschdorf verlassen und auf seine Verwaltung verzichten. Formell also war er bereits durch die NSDAP enteignet. Er ging nun nach Baruth, wo ihm gleichfalls die Verwaltung seiner Besitzungen entzogen wurde. Später durfte er die Güter auf persönliche Weisung von Himmler nicht mehr betreten.
Einen Tag nach dem missglückten Attentat vom 20. Juli 1944 wurde Solms-Baruth verhaftet und ins Hausgefängnis der Gestapo in der Prinz-Albrecht-Straße 8 gebracht. Nach mehreren nächtlichen Verhören brach er zusammen und wurde ins Gestapo-Gefängnis Potsdam verlegt. Man wollte ihn nach weiteren Ermittlungen vor den Volksgerichtshof stellen. Doch dazu kam es mangels Beweisen vorerst noch nicht. Seine brandenburgischen Besitzungen wurden auf eigenen Wunsch hin kurzzeitig vom Gutsnachbarn Hans Wichard von Rochow-Stülpe verwaltet, wie Unterlagen aus dem Brandenburgischen Landeshauptarchiv belegen. Nach Darstellung der Familie unterzeichnete Solms-Baruth im März 1945 im Gefängnis eine „Verfügungsermächtigung“, mit der er seine 17.300 Hektar Land direkt an Himmler abtrat.
Bei Kriegsende wurde Solms-Baruth aus dem Gefängnis in Potsdam entlassen. Von dort aus schlug er sich in schlechtem Gesundheitszustand bis nach Schleswig-Holstein auf das Gut Vogelsang durch, wo seine Verwandtschaft lebte. Schließlich ging die Familie nach Südwestafrika, wo Friedrich zu Solms-Baruth 1951 starb.
Aufgrund der Beschlagnahmung durch die Nationalsozialisten wurden seinem Sohn Friedrich (1926–2006), vor Ort zunächst von seinem zweiten Sohn Julian vertreten, im Jahr 2003 Teilflächen von 3680 Hektar in Baruth durch einen Vergleich mit dem Bundesfinanzministerium zurückübertragen, die sich in der Befugnis der BVVG Bodenverwertungs- und -verwaltungs GmbH befanden. Auf die restlichen, in der Befugnis des Bundes befindlichen Flächen legte er ein Restitutionsverfahren ein. Nach seinem Tod 2006 betreibt sein Erbe, Frederick Solms-Baruth, das Verfahren, das inzwischen in Berufung beim Bundesverfassungsgericht anhängig ist.

## Nachkommen
Friedrich und Adelheid zu Solms-Baruth hatten fünf Kinder:
- Friederike Luise zu Solms-Baruth (* 10. Oktober 1916 in Baruth; † 10. Januar 1989 in Salzburg)
- Feodora zu Solms-Baruth (* 5. April 1920 in Baruth/Mark; † 23. März 2006 in Wien)
- Rose zu Solms-Baruth (* 15. Mai 1925 in Baruth; † 14. Oktober 2008)
- Friedrich zu Solms-Baruth (* 22. Dezember 1926 in Baruth; † 28. Januar 2006 in Südafrika)
- Caroline Mathilde zu Solms-Baruth (* 15. April 1929 in Klitschdorf; † 21. Januar 2016).[25]